# أبو يحيى بن عبد الحق
أبو بكر بن عبد الحق المعروف بأبي يحيى (توفي حوالي سنة 1258 م) هو ثالث أمراء المرينيين، وهو ابن الملك أبي محمد عبد الحق (عبد الحق الأول). تولى إمارة بني مرين سنة 642 هـ (1244 م) بعد مقتل أخيه أبي معرِّف محمد بن عبد الحق في إحدى معاركه مع الموحدين، وظل في الحكم حتى وفاته سنة 1258 م. في عهده اشتد ساعد بني مرين واستولوا على مكناسة (643 هـ)، ثم زحفوا على فاس واستولوا عليها بعد حصار شديد (648 هـ/1250 م)، في ضربة عُدت قاصمة للموحدين، وكانت نذير الانهيار النهائي لدولتهم، وقد اتخذ المرينيون مدينة فاس قاعدة لهم في عهد خليفته أبي يوسف يعقوب المنصور. كما استولوا على سجلماسة ودرعة سنة 655 هـ. توفي أبو يحيى سنة 656 هـ (1258 م)، وخلفه إبنه عمر بن أبي يحيى بن عبد الحق في رياسة بني مرين.

## غزواته
في شهر صفر من سنة 646 هـ، قدم الأمير أبو يحيى إلى مدينة مكناسة عقب تلقيه نبأ وفاة السلطان السعيد، فدخلها واستولى عليها، ثم مكث فيها أيامًا قبل أن يتوجه إلى رباط تازة، فاستولى عليه بدوره، وفتح جميع الحصون الواقعة بمنطقة ملوية، وقد تمّ ذلك في أواخر شهر ربيع الآخر من العام نفسه.
وفي السادس والعشرين من ربيع الآخر سنة 646 هـ، دخل الأمير أبو يحيى مدينة فاس صلحًا، بعد أن بعث إليه أشياخ المدينة معبّرين عن رضاهم بحكمه. استقبله وفد من أهلها وبايعوه عند الرابطة الواقعة خارج باب الشريعة. وكان أول من بايعه الشيخ الفقيه الصالح أبو محمد القشتالي، تلاه بقية الفقهاء والأشياخ. كما تم إخراج السيد أبي العباس من القصبة مع أسرته، فأمّنه الأمير وخصّه بمرافقة خمسين فارسًا ليبلغوه إلى وادي أم الربيع.